# Gaiola portafortuna
Gaiola portafortuna è un singolo del cantante italiano Liberato, pubblicato il 19 settembre 2017.
Una versione acustica intitolata solamente Gaiola è compresa nell'album Liberato uscito nel 2019.

## Video musicale
Il videoclip, diretto da Francesco Lettieri, è stato pubblicato in concomitanza con il lancio del singolo sul canale YouTube del cantante.

## Tracce
1. Gaiola portafortuna – 4:56 (Liberato)